# The Man Who Walked Alone
The Man Who Walked Alone (Brasil: Homem Solitário ) é um filme norte-americano de 1945, do gênero comédia dramática, dirigido por Christy Cabanne e estrelado por Dave O'Brien e Kay Aldridge.
Filme B da PRC com uma indicação ao Oscar, pela trilha sonora. O filme encontra-se em domínio público e pode ser livremente baixado ou assistido no Internet Archive.

## Sinopse
O Cabo Marion Scott, herói do Exército, recebe uma licença médica e está de volta para casa. De repente, encontra Wilhelmina Hammond, que foge do casamento no carro do noivo! Ela lhe dá uma carona e explica sua situação. As coisas se complicam quando a polícia os captura e acusa Marion de ser um desertor...

## Premiações
| Patrocinador                                  | Prêmio | Categoria                               | Situação |
| --------------------------------------------- | ------ | --------------------------------------- | -------- |
| Academia de Artes e Ciências Cinematográficas | Oscar  | Melhor Trilha Sonora (Drama ou Comédia) | Indicado |

## Elenco
| Ator/Atriz               | Personagem         |
| ------------------------ | ------------------ |
| Dave O'Brien             | Cabo Marion Scott  |
| Kay Aldridge             | Wilhelmina Hammond |
| Walter Catlett           | Wiggins            |
| Guinn 'Big Boy' Williams | Chimp              |
| Isabel Randolph          | Senhora Hammond    |
| Smith Ballew             | Alvin Bailey       |
| Nancy June Robinson      | Patricia Hammond   |
| Ruth Lee                 | Tia Harriett       |
| Chester Clute            | Senhor Monroe      |
| Vivien Oakland           | Senhora Monroe     |
| Vicki Saunders           | Camille            |
| Robert Hartzell          | Joe                |
| Charles Williams         | Moe                |
| Frank Melton             | Glem               |
| Donald Kerr              | Zilch              |